# Wes Bentley
Wesley Cook "Wes" Bentley (Jonesboro, Arkansas, 4 de septiembre de 1978) es un actor estadounidense que se hizo popular mediante su papel en la película premiada por los Premios Óscar American Beauty (1999). Su actuación en este drama fue muy bien valorada y ganó el National Board of Review Award al Mejor Actor Revelación Masculino, el Online Film Critics Society Award al Mejor Reparto y el Screen Actors Guild Award por Gran Actuación del reparto en una película. Además, fue nominado a los premios BAFTA y MTV.
Bentley es conocido como Ricky Fitts en American Beauty (1999), Blackheart en Ghost Rider (2007), Thomas en P2 (2007) y Doyle en Interstellar (2014).
Desde 2014 participa en la serie American Horror Story: interpretó al famoso fenómeno Edward Mordake en la cuarta temporada, American Horror Story: Freak Show; al detective John en la quinta temporada, American Horror Story: Hotel; y al actor Dylan en la sexta temporada, American Horror Story: Roanoke.
Wes Bentley debutó en el cine con Beloved, de Jonathan Demme, donde aparecía como sobrino de un profesor. Su protagonismo fue mayor en The White River Kid, cuyo título hacía referencia a su personaje, un joven criminal que secuestra a dos pícaros (Antonio Banderas y Bob Hoskins).
Poco tiempo después, llegó su mayor papel con su aparición en American Beauty, con el cual cosechó un gran éxito y su popularidad aumentó. Bentley, en el papel de Ricky Fitts, realizó una memorable interpretación secundaria.

## Biografía
Wesley Cook Bentley nació el 4 de septiembre en 1978 en Jonesboro, Arkansas. Sus padres son David y Cherie Bentley, dos religiosos metodistas. Es el tercero de cuatro hermanos, Jamey, Phillip, él y Patrick.
Wes estudió en Sylvan Hills High School en Sherwood, Arkansas, donde se unió al Club de arte dramático. Su interés por el cine y la actuación vino de los clubs de comedia improvisada. Wes, su hermano Patrick, su mejor amigo Damien Bunting y otro amigo cercano llamado Josh Cowdery formaron un grupo de actuaciones improvisadas llamado B(3) + C. Habitualmente dominaban las competiciones en Arkansas.
Wes Bentley se colocó como campeón de Arkansas en actuaciones en solitario en 1996, su último año de instituto. Además de este premio, también quedó segundo en duetos y solía ganar competiciones de lectura de poesía y prosa.
Apareció en escena en Little Rock. En el Weekend Theater, Wes interpretó el papel del hijo de una pareja gay en una producción de La cage aux folles. También actuó en Murry's Dinner Playhouse. Como sugerencia de su madre, Wes estudió en la Universidad de Juilliard en Nueva York después de su graduación. Cuando abandonó su vida universitaria, trabajó en Blockbuster y fue camarero en TGI Friday's en Long Island. Wes ha declarado que el logro del que más orgulloso se siente es la creación de un equipo de fútbol desde cero en su escuela secundaria. Nunca había tenido una experiencia real con el fútbol antes de esto.
Bentley contrajo matrimonio con la actriz Jennifer Quanz en 2001. Se separaron en 2009 debido a la adicción a la droga de él. Un año después, Bentley se casó con Jacqui Swedberg y tuvieron un hijo a finales de año, Charles Bentley. La pareja tuvo, además, una hija llamada Brooklyn en 2014.
El New York Times publicó un artículo el 8 de febrero de 2010, en el que Bentley describía su paso por una adicción a la droga que comenzó justo después de su actuación en American Beauty. Confesó que ocultó su adicción a su exmujer Jennifer Quanz y cuando ella lo descubrió se separaron temporalmente en 2006. En ese momento Wes se trasladó a un apartamento donde se dedicó a drogarse la mayor parte del tiempo.
En julio de 2009 confesó a un amigo: «Soy adicto a las drogas y al alcohol, y necesito ayuda. Necesito ayuda o voy a morir». Tras esto entró a un centro de desintoxicación que acabó con su adicción.
Wes Bentley ha aparecido en numerosas películas, incluida la ganadora del Óscar American Beauty, en el papel de Ricky Fitts, personaje secundario. Ha protagonizado películas como el thriller El Cadillac de Dolan, basada en la novela corta homónima de Stephen King, y Encontrarás dragones del director Roland Joffé. Bentley es uno de los protagonistas del documental My Big Break, dirigida por Tony Zierra, el cual narra la vida de Wes Bentley y sus tres compañeros de piso, Chad Lindberg, Brad Rowe y Greg Fawcett, en su camino por alcanzar su sueño: ser una estrella del cine en Hollywood.
En la película estrenada en 2007 Ghost Rider, Bentley interpreta a Blackheart, un demonio del universo de Marvel Comics que es el principal antagonista de la historia.
En 2010, protagonizó junto a Nina Arianda la obra de teatro dirigida por Davi Ives Venus in Fur en el Classic Stage Company en Nueva York.
En marzo de 2012, Bentley participó en la primera entrega de Los Juegos del Hambre en el papel de Seneca Crane, el Vigilante Jefe de los septuagésimo segundos, septuagésimo terceros y septuagésimo cuartos Juegos del Hambre.
También en 2012, Wes protagonizó junto a Amber Tamblyn y Vincent Piazza la película independiente 3 Nights in the Desert, dirigida por Gabriel Cowan, escrita por Adam Chanzit y producida por John Suits.
En 2014, Wes Bentley fue seleccionado para aparecer en la tercera temporada de la serie de Ryan Murphy American Horror Stoty: en American Horror Story: Freak Show era Edward Mordrake, un personaje basado en una persona real que poseía una cara adicional en la parte posterior de su cabeza que no podía comer ni hablar, pero sí reír y llorar. En la siguiente temporada de la serie, titulada American Horror Story: Hotel, Bentley fue escogido como uno de los protagonistas en el personaje del detective John Lowe, papel que le llevó a estar nominado al Mejor Actor en una Película/Miniserie de los premios Critics’ Choce Television Awards.
También en este año apareció en películas como After the Fall, The Better Angels, Welcome to Me o Final Girl aunque, sin dudas, el film de mayor éxito de este año fue Interestellar, en la que interpretó el papel de Doyle. Esta película tuvo cinco nominaciones a los Óscar y fue premiada con el título a los mejores efectos visuales. También fue nominada a los premios BAFTA, Globos de Oro y Premios Saturn.
En 2015 rodó menos películas, pero las más destacables son Knight of Cups, Broken Vows y la más relevante, We Are Your Friends, en la que estuvo acompañado por Zac Efron y Emily Ratajkowski.
En 2016 rodó la película de Disney Pete’s Dragon (Pedro y el dragón Elliot en España), una nueva versión de la película de 1977.
Desde 2018 interpreta a Jaime Dutton en la serie Yellowstone junto a Kevin Costner interpretando a uno de los hijos del personaje de Costner y es uno de los personajes centrales de la serie. 

## Filmografía

### Películas
| Año  | Título                                        | Papel                          | Notas                    |
| ---- | --------------------------------------------- | ------------------------------ | ------------------------ |
| 1995 | Serendipity Lane                              | Lonnie                         | Cortometraje             |
| 1998 | Three Below Zero                              | Julian Flincher                |                          |
| 1998 | Beloved                                       | Sobrino del maestro de escuela |                          |
| 1999 | American Beauty                               | Ricky Fitts                    |                          |
| 1999 | The White River Kid                           | White River Kid                |                          |
| 2000 | The Claim                                     | Donald Daglish                 |                          |
| 2001 | Carving Out Our Name                          | Él mismo                       |                          |
| 2001 | Soul Survivors                                | Matt                           |                          |
| 2002 | The Four Feathers                             | Jack Durrance                  |                          |
| 2005 | The Game of Their Lives                       | Walter Bahr                    |                          |
| 2007 | Weirdsville                                   | Royce                          |                          |
| 2007 | Ghost Rider                                   | Blackheart / Legion            |                          |
| 2007 | The Ungodly                                   | Mickey Gravatski               | Película para televisión |
| 2007 | P2                                            | Thomas Barclay                 |                          |
| 2008 | The Last Word                                 | Evan                           |                          |
| 2008 | The Tomb                                      | Johnathan Merrick              |                          |
| 2009 | Dolan's Cadillac (El Cadillac de Dolan [Esp]) | Tom Robinson                   |                          |
| 2009 | The Greims                                    | Donnie Greims                  | Cortometraje             |
| 2010 | Jonah Hex                                     | Adleman Lusk                   |                          |
| 2011 | Rites of Passage                              | Benny                          |                          |
| 2011 | Hirokin                                       | Hirokin                        |                          |
| 2011 | There Be Dragons (Encontrarás dragones [Esp]) | Manolo Torres                  |                          |
| 2011 | After-School Special                          | Hombre                         | Cortometraje             |
| 2012 | Underworld: El Despertar                      | Dr. Edward Vronski             |                          |
| 2012 | Gone                                          | Peter Hood                     |                          |
| 2012 | Los juegos del hambre                         | Seneca Crane                   |                          |
| 2012 | Stars in Shorts                               | Hombre                         |                          |
| 2012 | The Time Being                                | Daniel                         |                          |
| 2012 | Hidden Moon                                   | Victor Brighton                |                          |
| 2013 | Lovelace                                      | Thomas                         |                          |
| 2013 | Pioneer                                       | Mike                           |                          |
| 2013 | Cesar Chavez                                  | Jerry Cohen                    |                          |
| 2014 | 3 Nights in the Desert                        | Travis                         |                          |
| 2014 | After the Fall                                | Bill Scanlon                   |                          |
| 2014 | The Better Angels                             | Sr. Crawford                   |                          |
| 2014 | Interestellar                                 | Doyle                          |                          |
| 2014 | Welcome to Me                                 | Gabe Ruskin                    |                          |
| 2014 | Final Girl                                    | William                        |                          |
| 2015 | Knight of Cups                                | Barry                          |                          |
| 2015 | We Are Your Friends                           | James Reed                     |                          |
| 2015 | Amnesiac                                      | Hombre                         |                          |
| 2016 | Pete's Dragon                                 | Jack Magary                    |                          |
| 2016 | Broken Vows                                   | Patrick                        |                          |
| 2018 | Mission: Impossible - Fallout                 | Erik                           |                          |
| 2019 | The Best of Enemies                           | Floyd Kelly                    |                          |

### Televisión
| Año       | Título                            | Personaje             | Notas                                  |
| --------- | --------------------------------- | --------------------- | -------------------------------------- |
| 2011      | Tilda                             |                       | Película de televisión                 |
| 2014      | Open                              | Evan Foster           | Episodio piloto no vendido             |
| 2014-2015 | American Horror Story: Freak Show | Edward Mordrake       | Estrella Invitada. 4T (3 episodios)    |
| 2015-2016 | American Horror Story: Hotel      | Detective John Lowe   | Personaje Principal. 5T (11 episodios) |
| 2016      | American Horror Story: Roanoke    | Ambrose White         | Personaje Principal. 6T (5 episodios)  |
| 2016      | American Horror Story: Roanoke    | Dylan                 | 3 Episodios                            |
| 2018-2024 | Yellowstone                       | Jamie Dutton          | Personaje Principal                    |
| 2021-2022 | Blade Runner: Black Lotus         | Niander Wallace (voz) | 13 Episodios                           |

## Teatro
| Año  | Título       | Personaje | Notas                        |
| ---- | ------------ | --------- | ---------------------------- |
| 2010 | Venus in fur | Thomas    | East 13th Street/CSC Theatre |

## Premios y nominaciones
| Año  | Otorga                                  | Premio                                             | Título                         | Resultado |
| ---- | --------------------------------------- | -------------------------------------------------- | ------------------------------ | --------- |
| 1999 | National Board of Review Award          | Mejor desempeño masculino revelación               | American Beauty                | Ganó      |
| 2000 | BAFTA Awards                            | Mejor Actor en un personaje de soporte             | American Beauty                | Nominado  |
| 2000 | Blockbuster Entertainment Awards        | Actor de soporte favorito – Drama                  | American Beauty                | Nominado  |
| 2000 | Chicago Film Critics Association Awards | Mejor Actor prometedor                             | American Beauty                | Ganó      |
| 2000 | MTV Movie Awards                        | Desempeño masculino revelación                     | American Beauty                | Nominado  |
| 2000 | Online Film Critics Society Awards      | Mejor Actor de soporte                             | American Beauty                | Nominado  |
| 2000 | Screen Actors Guild Awards              | Destacado desempeño por un Reparto en una Película | American Beauty                | Ganó      |
| 2000 | Teen Choice Awards                      | Opción de película de desempeño revolucionario     | American Beauty                | Nominado  |
| 2007 | Fright Meter Awards                     | Mejor Actor                                        | P2                             | Nominado  |
| 2016 | Critics' Choice Television Awards       | Mejor Actor en una Película o Serie Limitada       | American Horror Story: Hotel   | Nominado  |
| 2017 | MTV Movie & TV Awards                   | Mejor Villaino                                     | American Horror Story: Roanoke | Nominado  |